# Poiana (Deleni), Iași
Poiana este un sat în comuna Deleni din județul Iași, Moldova, România.

## Parcul Poiana
Parcul turistic Poiana este situat în Parcul dendrologic Poiana, la 80 km de Iași.
Suprafața parcului dendrologic este de 7,7 ha, iar parcul turistic utilizează 1,5 ha, incluzând și un mic lac de acumulare.
Datorită unui microclimat propiu dat de pădure și de lac, temperatura în cadrul parcului turistic este cu 6–7°C mai redusă decât în aglomerările urbane.